# En gång i Stockholm
En gång i Stockholm är en sång skriven av Bobbie Ericson och Beppe Wolgers. Wolgers, som skrev texten, fick inspiration av teaterregissören Per Edström som, enligt Wolgers, brukade "komma in mitt i vintern och säga att han varit ute och seglat". (Klas Gustafsson, "Beppe, biografin"). Texten handlar om två älskande som tar en segeltur genom ett vintrigt Stockholm.  
Monica Zetterlund och Carli Tornehave framförde sången vid Melodifestivalen 1963 och vann. I Eurovision Song Contest 1963 sjöng Monica Zetterlund den ensam. Österrike meddelade på förhand att man skulle sjunga på engelska, vilket fick flera artister, bland annat Monica Zetterlund, att protestera. Det fanns inga klara regler vid denna tidpunkt om länderna skulle sjunga på sitt hemspråk eller ej. Ett tag övervägde man att låta Monica Zetterlund framföra bidraget på engelska med titeln Winter City. Så blev det inte, men sången fick kortas ner med 48 sekunder, eftersom högsta tillåtna tid var tre minuter. William Lind var dirigent vid tävlingen.
Denna festival blev ett fiasko för Sveriges del. Låten fick inte en enda poäng, vilket blev den första och hittills (räknat efter 2024 års tävling) enda gången Sverige blev poänglöst. Som Monica Zetterlund konstaterade i efterhand, så var Eurovision Song Contest knappast rätt forum för en långsam jazzballad framförd på svenska.
En instrumental version med Arne Domnérus låg på Svensktoppen i fem veckor under perioden 14 mars-12 maj 1963, som bäst på andraplats .
Anne-Lie Rydé spelade in låten på coveralbumet Stulna kyssar 1992 .